# Vereniging van de Nederlandse Chemische Industrie
De Koninklijke Vereniging van de Nederlandse Chemische Industrie (VNCI) is een vereniging die de collectieve belangen behartigt van de chemische industrie in Nederland. De vereniging is in 1918 opgericht.

## Over de vereniging
De Koninklijke Vereniging van de Nederlandse Chemische Industrie (VNCI) is de brancheorganisatie voor de chemische industrie in Nederland. In de chemische industrie werken 45.000 medewerkers bij 390 bedrijven. Deze bedrijven zijn belangrijk voor veel andere industrieën. De vereniging verbindt deze bedrijven met de samenleving, met de overheid en met elkaar

## Leden
Bij de VNCI zijn ca. 100 leden, verenigingen en donateurs aangesloten. Samen met de leden van 11 geassocieerde lid-verenigingen zijn meer dan 500 ondernemingen direct of indirect aangesloten bij de VNCI.

## Vertegenwoordigen
Vanuit het VNCI-bureau in Den Haag verbindt, versterkt en vertegenwoordigt de vereniging de chemische industrie in Nederland. De chemische industrie wil inzetten op samenwerking en innovatie om het klimaatprobleem op te lossen, werken aan een betere verbinding met de samenleving én onverminderd investeren in veiligheid en een gezond leefmilieu.

## Chemische industrie in Nederland
De chemie in Nederland is qua omzet de vierde van Europa en de tiende wereldwijd. Deze voor de Nederlandse economie essentiële basisindustrie is met 45.000 werknemers en € 52 miljard omzet per jaar goed voor 14% van de productie en 17 % van de export.